# Tibetan journey
Tibetan journey is een studioalbum van Paul Lawler.  Hij omschreef het als een muziekreis door de cultuur en het mooie landschap van Tibet. De muziek is daarbij new age met oosterse en westerse inslag. Lawler bespeelde alle muziekinstrumenten zelf.

## Muziek
| Nr. | Titel               | Duur |
| --- | ------------------- | ---- |
| 1.  | Barkhor             | 5:13 |
| 2.  | Shambala            | 5:26 |
| 3.  | Snow lion           | 5:15 |
| 4.  | Peace               | 3:34 |
| 5.  | Shigaste            | 7:08 |
| 6.  | Potala palace       | 5:01 |
| 7.  | Losar               | 6:18 |
| 8.  | Above the holy lake | 6:03 |
| 9.  | The road to Lhasa   | 6:56 |
| 10. | Rising Moon         | 4:10 |
| 11. | Tibetan journey     | 5:24 |